# Els trenta-nou graons
Els trenta-nou graons (títol original en anglès The 39 Steps) és una pel·lícula britànica de 1935 dirigida per Alfred Hitchcock i basada en la novel·la d'aventura homònima de John Buchan. És protagonitzada per Robert Donat i Madeleine Carroll. La pel·lícula ha estat doblada al català.

## Argument[2]
Richard Hannay és en un music-hall londinenc, veient una demostració dels poders superlatius de recordar "Mr. Memory". De sobte, se sent un tret i comença una baralla. En el tumult, una noia espantada li demana si pot anar amb ella. Richard accedeix i la porta al seu apartament; però allà li explica que es diu Annabelle Smith, que és una espia i que va disparar els trets per crear una confusió i poder escapar de la persecució d'uns assassins. Afirma que ha descobert un complot per robar informació vital militar britànica, ideat per un home que li falta l'articulació superior d'un dit, li esmenta "Els 39 graons", però no explica la frase.
Més tard aquella nit, Smith irromp a l'habitació de Hannay i l'adverteix que fugi, abans de morir amb un ganivet a l'esquena. Hannay troba un mapa de les Highlands escoceses agafat a la mà, que mostra la zona al voltant de Killin, amb una casa o granja anomenada "Alt-na-Shellach" encerclada. Ell surt del seu pis disfressat de lleter per evitar que els assassins esperen fora. Després puja al tren exprés Flying Scotsman cap a Escòcia. Per un diari s'assabenta que és l'objectiu d'una caça nacional per a l'assassí de Smith. Quan veu la policia escorcollant el tren, entra en un compartiment i en un intent desesperat d'evitar la captura, es llença a fer un petó a l'única ocupant, Pamela.Ella avisa els policies, que paren el tren al pont de Forth. Hannay, però ell s'escapa.
Camina cap a Alt-na-Shellach, passant la nit amb un pobre camperol (agricultor) i la seva dona molt més jove. L'endemà d'hora al matí, la dona veu que s'acosta un cotxe de policia i avisa Hannay; també li regala l'abric del seu marit. Hannay fuig. La policia el persegueix, fins i tot utilitzant un autogir, però ell els eludei. Finalment arriba a casa del professor Jordan. La policia arriba, però Jordan els envia i escolta la història d'Hannay. que explica que al líder dels espies li falta l'articulació superior del dit petit de la seva mà esquerra, però Jordan mostra la seva mà dreta, a la qual li falta aquesta articulació, després dispara a Hannay i el deixa per mort.
Per sort, la bala és aturada per un llibre d'himnes a la butxaca de l'abric.. Hannay va al xèrif. Quan arriben més policies, el xèrif revela que no es creu la història del fugitiu, ja que Jordan és el seu millor amic. Hannay salta per una finestra. Intenta amagar-se en una reunió política i es confon amb el ponent introductori. Fa un discurs improvisat, però és reconegut per Pamela, que el lliure una vegada més a la policia. Se l'emporten els policies, que insisteixen que Pamela els acompanyi. Pe`ro en veure que van en direcció equivocada, Hannay s'adona que són agents de la conspiració. Quan els homes surten per dispersar un ramat d'ovelles bloquejant la carretera, l'esposen a la Pamela. Hannay aconsegueix escapar, arrossegant amb ell la Pamela que no el vol seguir.
Travessen el camp i passen la nit a una fonda. Mentre Hannay dorm, la Pamela aconsegueix escapolir-se de les manilles, però després escolta un dels falsos policies al telèfon, confirmant la història de Hannay. Llavors torna a l'habitació. L'endemà al matí, li diu que va sentir els espies que deien que Jordan recolliria alguna cosa al London Palladium. L'envia a Londres per avisar la policia; aquesta, no ha estat informada de la desaparició de cap document secret, per la qual cosa no la creuen. En lloc d'això, la segueixen amb l'esperança que els condueixi a Hannay.
Pamela va al Palladium. Quan es presenta Mr. Memory, Hannay reconeix el seu tema musical, una melodia enganxosa que no ha pogut oblidar. Hannay, en veure en Jordan fer un senyal a Mr. Memory, s'adona que no hi ha cap document físic, ja que Mr. Memory ha memoritzat el contingut secret. Quan la policia està a punt de detenir a Hannay, ell crida: "Què són els 39 graons?" Mr. Memory respon de manera compulsiva: "Els 39 graons és una organització d'espies que recull informació en nom d'una oficina estrangera de...", moment en què Jordan dispara a Mr. Memory abans que sigui detingut per la policia mentre intenta escapar. El moribund Mr. Memory comença a recitar la seva informació memoritzada: el disseny d'un motor d'avió silenciós.

## Repartiment
| Intèrpret         | Personatge                                         | Veu en català        |
| ----------------- | -------------------------------------------------- | -------------------- |
| Robert Donat      | Richard Hannay                                     | Jaume Comas          |
| Madeleine Carroll | Pamela                                             | Victòria Pagès       |
| Lucie Mannheim    | Annabella (Miss Smith)                             | Carme Alarcón        |
| Godfrey Tearle    | professor Jordan                                   | Josep Maria Ullod    |
| Peggy Ashcroft    | Margaret, la dona de Crofter                       | Montse Puga          |
| John Laurie       | John - Crofter                                     | Jaume Lleal          |
| Helen Haye        | Mrs. Jordan                                        | desconeguda          |
| Frank Cellier     | xèrif Watson                                       | Claudi García        |
| Wylie Watson      | Mr. Memory                                         | Fèlix Benito         |
| Gus McNaughton    | Viatjant comercial amb pipa (com Gus Mac Naughton) | Oriol Rafel          |
| Jerry Verno       | Viatjant comercial                                 | Emili Freixas        |
| Peggy Simpson     | Serventa                                           | desconeguda          |
| Pat Hagate        | Presentador del Music Hall                         | Eduard Lluís Muntada |
| Elizabeth Inglis  | Hillary Jordan                                     | Gemma Ibáñez         |
| Miles Malleson    | Director del Music Hall                            | Amadeu Aguado        |
| Frederick Piper   | Lleter                                             | Xavier Fernández     |
| Hilda Trevelyan   | Hostalera                                          | Rosa Maria Pizà      |
| John Turnbull     | Inspector escocès                                  | Domènec Farell       |
| S.J. Warmington   | Home de Scotland Yard                              | Enric Serra Frediani |

## Altres dades
- Rodada en blanc i negre, amb pel·lícula de 35mm.
- So Mono.